# Mariara
Mariara es una ciudad venezolana capital del Municipio Diego Ibarra del Estado Carabobo en la Región Central de Venezuela. Posee una población de 153 627 habitantes para el 2020. Actualmente es uno de los 9 núcleos urbanos que integran el Área Metropolitana de Valencia.

## Toponimia
El origen de la palabra Mariara deriva del lenguaje Caribe o Arauaco, compuesta fonéticamente por las partículas Mari (aves del lago o garzas) y Ara (colonia de, sitio de, lugar de), lo que al unirlas el vocablo significa «Colonia de Garzas». Debido a su ubicación a orillas del Lago de Valencia, las garzas proliferaban en toda la naturaleza de los valles de Mariara, siendo referencia para la designación del lugar desde tiempos ancestrales.

## Geografía
Mariara se encuentra localizada al este del estado Carabobo, mas específicamente a 35 km al este de Valencia, capital del estado, y a 24 km al oeste de Maracay, capital del estado Aragua.
Limita con el lago de Valencia al sur, con el parque nacional Henri Pittier al norte. Por el oeste se integra urbanísticamente con San Joaquín, y por el este limita con el sector La Cabrera de Maracay, manteniendo una continuidad urbana y alta interacción con dicha ciudad. Gran parte de su zona montañosa pertenece al parque nacional Henri Pittier.

## Historia
Cuando llegaron los europeos a la región a mitad del siglo XVI, hallaron etnias caribes. El conquistador Vicente Díaz penetró en la región hacia 1555. Cerca de Mariara se produjo una escaramuza con un grupo de indígenas. Desde esta fecha el Valle de Mariara formó parte de la Provincia de Venezuela, siendo parte de la denominada región valenciana, estando siempre dentro del ámbito de acción del Cabildo de la Nueva Valencia del Rey, durante todo el periodo colonial español.
La posesión de las tierras de Mariara se inicia con los primeros repartos territoriales bajo la jurisdicción del Ayuntamiento de la Nueva Valencia del Rey. Estas tierras fueron otorgadas al Capitán Francisco Martínez de la Madrid, quien participó en las expediciones iniciales de pacificación y descubrimiento de Borburata y la Nueva Valencia del Rey bajo el mando del Capitán Vicente Díaz. El Capitán Francisco Martínez de la Madrid recibió merced y encomienda con los indígenas locales que habitaban el lugar. Para 1594, la composición de estas tierras pasó a manos de su hijo legítimo, el Capitán Lorenzo Martínez de la Madrid y González. Tiempo después, el Valle de Mariara fue transferido como parte de una dote matrimonial a Diego de Tovar cuando este se casó con Adriana Blanco y Villegas. 
La familia Tovar tenían grandes haciendas en esta zona durante la Colonia. La Hacienda Mariara fue propiedad del I Conde de Tovar, Martín Antonio de Tovar y Blanco, quien mandó a construir el Acueducto de arcos y el trapiche de ladrillos a finales del Siglo XVII. El obispo Mariano Martí fundó oficialmente Mariara el 3 de diciembre de 1781. Alexander von Humboldt visitó y describió la región a comienzos de 1800.
En el año de 1810 se crea el ayuntamiento de Valencia, el cual estaba conformado por nueve tenientazgos: Valencia, Los Guayos, Puerto Cabello, Ocumare de la Costa de Oro, Turmero, Guacara, Güigüe, Maracay y Mariara.
En esta ciudad funcionó la planta ensambladora de vehículos Renault Venezolana hasta inicios de 1995, cuando decidieron emigrar hacia Colombia dadas las secuelas dejadas por la crisis financiera del año anterior. También funcionó la planta ensambladora de camiones de General Motors, la cual también cerró por la crisis económica en el año 2014. Otras empresas automotoras con plantas en la ciudad fueron KIA y SEAT.

## Población
La población en la actualidad está integrada por los centros urbanos de Mariara y Aguas Calientes, extendiéndose hasta La Cabrera por el Este y hasta Santa Clara por el Oeste. Como parte del desarrollo urbano experimentado durante el Siglo XX y principios del Siglo XXI, todas estas áreas que originalmente estaban dispersas, se han ido fusionando hasta consolidar una sola ciudad. Durante el mismo periodo, el crecimiento poblacional ha experimentado una de las tasas de crecimiento más importantes del estado Carabobo. La ciudad ha sido receptora de población de la inmigración interna a nivel nacional desde el Siglo XX, contando con habitantes con origen en las distintas regiones de Venezuela. Igualmente, ha sido receptora de inmigrantes de origen internacional, principalmente de naciones de Sudamérica, Europa, Medio Oriente y Asia.

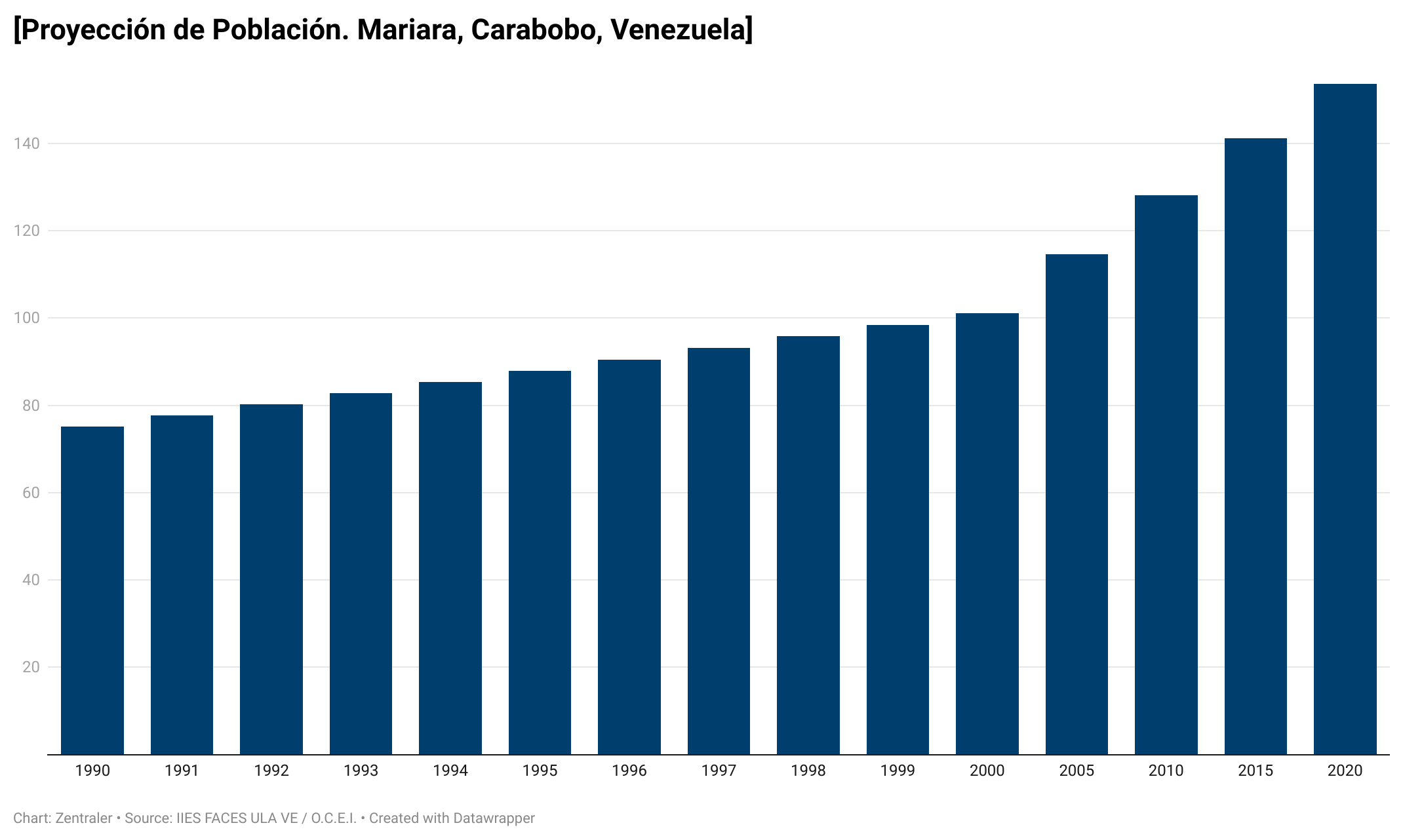
Proyección de la población de Mariara, Carabobo. Fuente: IIES. ULA

## Política
El Alcalde actual es Teresa Flores (TUPAMARO), para el período 2021/2025.

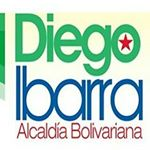
Logotipo del gobierno municipal de Diego Ibarra

El Concejo Municipal está conformado por una cámara de 9 Concejales, todos los miembros adjudicados en las elecciones municipales de 2013 por la coalición política PSUV/GPP. La conformación y representatividad proporcional de la cámara actual se deriva de las circunscripciones electorales establecidas por el CNE en 2013: 5 Concejales por la Parroquia Mariara (Voto Nominal), 2 Concejales por la Parroquia Aguas Calientes (Voto Nominal) y 2 Concejales por Voto Lista.

## Comunicaciones
Se une a Valencia, Maracay y Caracas por la Autopista Regional del Centro. Se relaciona muy estrechamente con la ciudad de Maracay en el Estado Aragua por su cercanía a ésta. 
La Carretera Nacional o Panamericana atraviesa toda el área urbana, conformando tramos de la vialidad local. Proporciona un enlace alterno con Valencia y Maracay, con conexión a la Autopista Regional del Centro a través del Peaje de Santa Clara.  
Próximamente se unirá al sistema ferroviario central Ezequiel Zamora con una estación ferroviaria que cubrirá la ruta Puerto Cabello-La Encrucijada.
Usa como código telefónico el 0243 dada su cercanía con Maracay a pesar de encontrarse en jurisdicción del Estado Carabobo.

## Medios de comunicación

### Radio
- Resplandor 88.7 FM
- Al Norte del Sur 94.7 FM
- Radio Saber 97.1 FM
- Poder Fiesta 98.3 FM Página web: http://poderfiestafm.blogspot.de/
- Elim Radio 101.3 FM Página web: http://elimradio101-3fm.blogspot.de/
- Sonora 103.1 FM
- Dehoniana 104.3 FM Página web: https://web.archive.org/web/20181223042044/http://dehonianafm.com.ve/

## Transporte Suburbano
TransCarabobo Ruta Mariara - Valencia: Plaza Bolívar de Mariara - Autopista Regional del Centro - Variante Guacara Bárbula - Autopista del Este - Av. Salvador Feo La Cruz - Av. Universidad - Av. Bolívar Norte - Estación Rectorado Metro de Valencia.
Transporte Guacara Ruta Mariara - Valencia: Av. Libertador (Mariara) - Av. Bolívar (Mariara) - Av. Carabobo (Mariara) - Autopista Regional del Centro - Av. Lara (Valencia) - Av. Branger (Valencia) - Terminal El Pajal (Valencia).
Transporte Guacara Ruta Mariara - Maracay: Av. Carabobo (Mariara) - Av. Bolívar (Mariara) - Carretera Nacional - Puente San Vicente (Maracay) - Av. Constitución (Maracay) - Terminal Central de Maracay.
Ruta Valencia - Maracay: Terminal El Pajal (Valencia) - Av. Bolívar (Los Guayos) - Carretera Nacional - Ciudad Alianza (Guacara) - Centro Guacara - Carretera Nacional - La Pradera (San Joaquín) - Centro San Joaquín - Carretera Nacional - Av. Carabobo (Mariara) - Av. Bolívar (Mariara) - Carretera Nacional - Puente San Vicente (Maracay) - Av. Constitución (Maracay) - Terminal Central de Maracay.

## Salud
El sistema público de salud está integrado por una red de hospitales, centros integrales y ambulatorios adscritos respectivamente al Gobierno Nacional, al Gobierno de Carabobo y a la Alcaldía del Municipio Diego Ibarra.
- Clínica Popular Simón Bolívar Unión Cuba-Venezuela: MPPSDS / Gobierno Nacional
- CDI La Haciendita: MPPSDS / Gobierno Nacional
- SRI La Haciendita: MPPSDS / Gobierno Nacional
- Red de Módulos Barrio Adentro: MPPSDS / Gobierno Nacional
- Ambulatorio Mariara: INSALUD / Gobierno de Carabobo
- Ambulatorio Aguas Calientes: INSALUD / Gobierno de Carabobo
- Módulo La Cabrera: FUNDASALUDMA / Alcaldía de Diego Ibarra

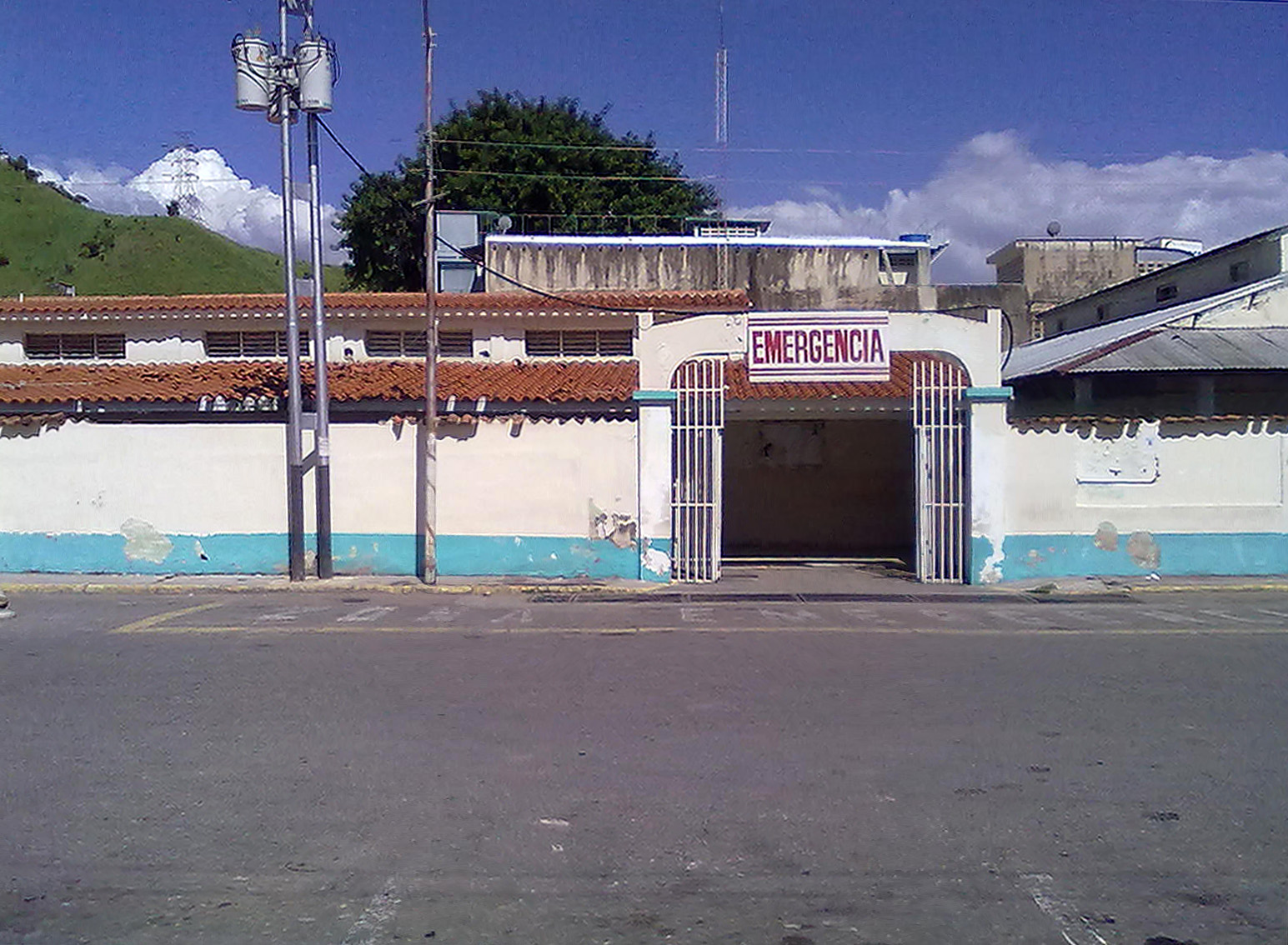
Medicatura de Mariara, Venezuela

- Cruz Roja

## Vialidad Urbana
La estructura urbana está conformada por una serie de vías de distinta jerarquía, siendo las principales:

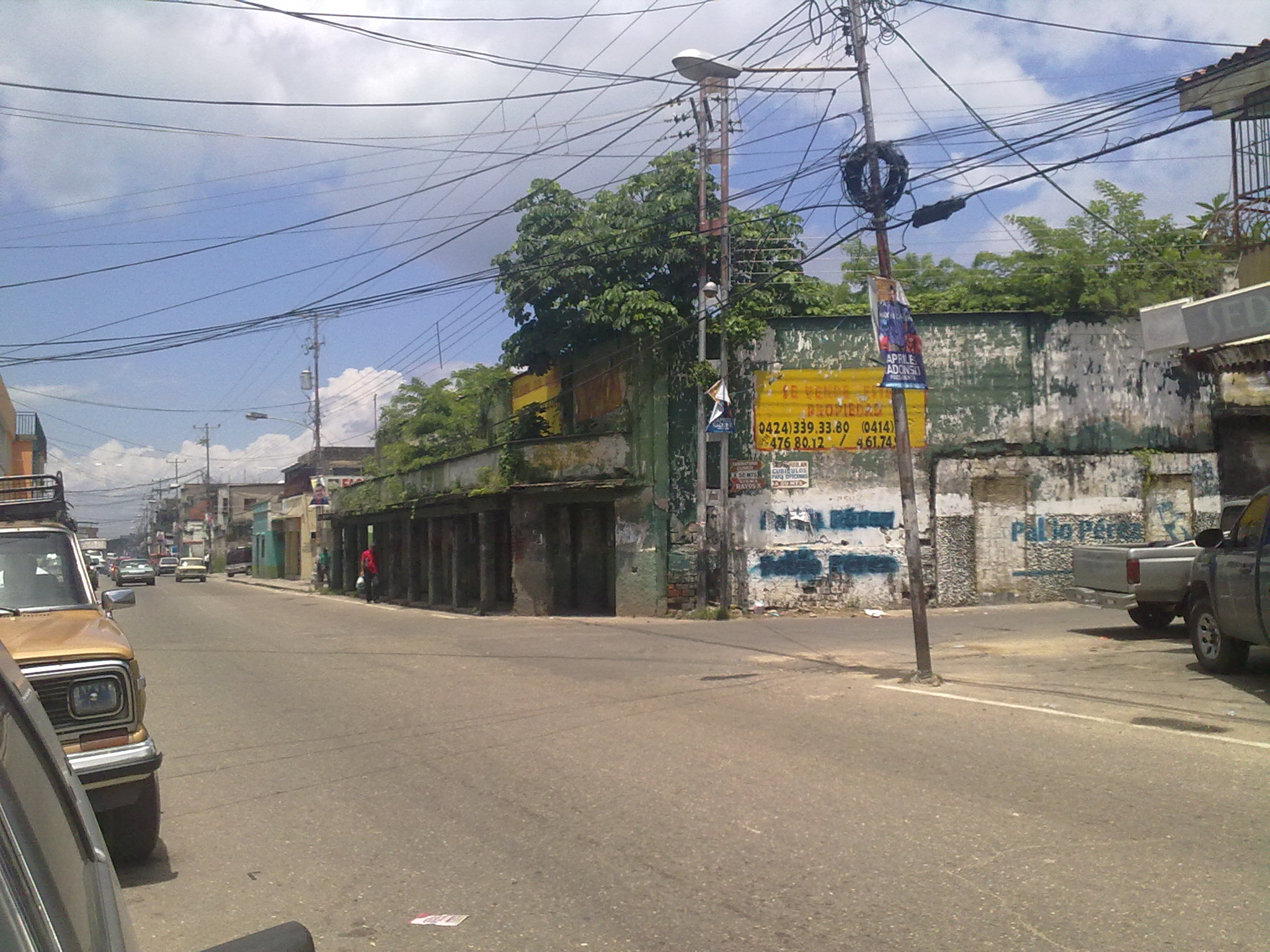
Cine viejo de Mariara

Oeste - Este:
- Avenida Bolívar
- Avenida Carabobo
- Avenida Aguas Calientes
- Carretera Nacional

Sur - Norte:
- Calle La Estación
- Calle Santos Michelena
- Avenida Diego de Tovar
- Calle Campo Elías
- Avenida Libertador

## Patrimonio Histórico y Cultural
- Piedra de Los Pilones
- Torreón de Mariara
- Acueducto del Torreón
- Antigua Casa de la Hacienda Mariara (demolida)
- Antigua Casa Grande (demolida)
- Iglesia Parroquial de Mariara
- Fortín de La Cabrera